# Türkiye Kupası 1991/92
Die Türkiye Kupası 1991/92 war die 30. Auflage des türkischen Fußball-Pokalwettbewerbes. Der Wettbewerb begann am 25. September 1991 mit der 1. Runde und endete am 29. April 1992 mit dem Rückspiel des Finales. Im Endspiel trafen Bursaspor und Trabzonspor aufeinander. Bursaspor nahm zum vierten Mal am Finale teil und Trabzonspor zum achten Mal.
Diese Finalpaarung kam zum ersten Mal zustande. Trabzonspor gewann den Pokal zum vierten Mal. Sie verloren gegen Bursaspor im Hinspiel 3:0. Im Rückspiel gewannen sie vor heimischen Publikum mit 5:1.

## Teilnehmende Mannschaften
Für den türkischen Pokal waren folgende 105 Mannschaften teilnahmeberechtigt
| 1. Liga die 16 Vereine der Saison 1991/1992 | 2. Liga die 53 Vereine der Saison 1991/1992 | 3. Liga die 36 Vereine aus der Saison 1991/1992 |
| Altay İzmir Adana Demirspor Aydınspor Bakırköyspor Beşiktaş Istanbul Boluspor Bursaspor Fenerbahçe Istanbul Galatasaray Istanbul Gaziantepspor Gençlerbirliği Ankara Konyaspor MKE Ankaragücü Samsunspor Sarıyer GK Trabzonspor | Adanaspor Alanyaspor Altınordu Izmir Antalyaspor Ayvalıkgücü Bafraspor Bandırmaspor Bucaspor Bozüyükspor Çaykur Rizespor Denizlispor Diyarbakırspor Düzcespor Elazığspor Erzurumspor Eskişehirspor Eyüpspor Fatih Karagümrük SK Gaziosmanpaşaspor Gönenspor Göztepe Izmir Hatayspor İnegölspor Ispartaspor Izmirspor Kahramanmaraşspor Karabükspor Karşıyaka SK Kartalspor Kasımpaşa Istanbul Kayserispor Keçiörengücü Kocaelispor Küçükçekmecespor Manisaspor Malatyaspor Mersin İdman Yurdu Muğlaspor Muşspor Orduspor Petrol Ofisi SK PTT Sakaryaspor Şekerspor Siirt Köy Hizmetleri YSE Sökespor Tarsus İdman Yurdu Ünyespor Üsküdar Anadolu SK Vanspor Yalovaspor Yeni Salihlispor Zeytinburnuspor | Adana Gençlerbirliği Adana Polisgücü Aksarayspor Artvin Hopaspor Bartınspor Batman Belediyespor Bergamaspor Beypazarı Belediyespor Bulancakspor Çengelköyspor Çubukspor Dardanelspor Erbaaspor Erdemir Ereğlispor Erzincanspor Galata SK Iskenderunspor İstanbulspor Lüleburgazspor Mardinspor Marmaris Belediye Gençlik Merzifonspor MKE Kırıkkalespor Mudanyaspor Mustafakemalpaşaspor Şanlıurfaspor Seydişehir Eti Alüminyumspor Silivrispor Sönmez Filamentspor Tavşanlı Linyitspor Tirespor Turgutluspor Yeni Çamdibi Gençlerbirliği Yeni Nazillispor Yeni Yozgatspor Yücespor |

## 1. Hauptrunde
Teilnehmer der 1. Runde:
- 36 Mannschaften: die Drittligisten aus der Saison 1990/91 auf den Plätzen 2 bis 5, der jeweiligen neun Gruppen
- 53 Mannschaften: die Mannschaften aus der 2. Liga der Saison 1991/92

Die 1. Hauptrunde wurde am 25. September 1991 ausgetragen. Düzcespor, Orduspor, Kartalspor, Sakaryaspor, Yalovaspor, Eskişehirspor, Denizlispor, Manisaspor, Adanaspor, Mersin İdman Yurdu und Erzurumspor erhielten ein Freilos und waren für 2. Hauptrunde qualifiziert.
|                             | Ergebnis  |                              |
| --------------------------- | --------- | ---------------------------- |
| Adana Polisgücü             | 3:1       | Aksarayspor                  |
| Petrol Ofisi SK             | 3:2 n. V. | İnegölspor                   |
| Adana Gençlerbirliği        | 3:2       | İskenderunspor               |
| Ayvalıkgücü                 | 1:0       | Altınordu Izmir              |
| Bandırmaspor                | 0:2       | Kocaelispor                  |
| Bartınspor                  | 2:1       | Yücespor                     |
| Bergamaspor                 | 0:1       | Turgutluspor                 |
| Bozüyükspor                 | 1:2       | Keçiörengücü                 |
| Bucaspor                    | 2:3       | Karşıyaka SK                 |
| Bulancakspor                | 4:3       | Artvin Hopaspor              |
| Şekerspor                   | 2:1       | Türk Telekom                 |
| Çaykur Rizespor             | 6:1       | Karabükspor                  |
| Çengelköyspor               | 4:0       | Erdemir Ereğlispor           |
| Çubukspor                   | 1:0       | Yozgatspor                   |
| Dardanelspor                | 4:2       | Sönmez Filamentspor          |
| Diyarbakırspor              | 5:1       | Vanspor                      |
| Gaziosmanpaşaspor           | 5:1 n. V. | Fatih Karagümrük SK          |
| Gönenspor                   | 3:1       | Üsküdar Anadolu SK           |
| Göztepe Izmir               | 3:1       | İzmirspor                    |
| Ispartaspor                 | 2:1       | Alanyaspor                   |
| İstanbulspor                | 2:1       | Galata SK                    |
| Kasımpaşa Istanbul          | 4:3 n. V. | Eyüpspor                     |
| Kayserispor                 | 6:1       | Kahramanmaraşspor            |
| Küçükçekmecespor            | 1:4       | Zeytinburnuspor              |
| Lüleburgazspor              | 2:1       | Silivrispor                  |
| Malatyaspor                 | 1:2       | Elazığspor                   |
| Mardinspor                  | 1:0       | Şanlıurfaspor                |
| Marmaris Belediye Gençlik   | 3:1       | Nazilli Belediyespor         |
| Merzifonspor                | 2:1 n. V. | Erbaaspor                    |
| MKE Kırıkkalespor           | 1:2       | Beypazarı Belediyespor       |
| Mustafakemalpaşaspor        | 2:0       | Mudanyaspor                  |
| Siir Köy Hizmetleri         | 4:3       | Muşspor                      |
| Sökespor                    | 3:1       | Muğlaspor                    |
| Tarsus İdman Yurdu          | 3:1       | Hatayspor                    |
| Tirespor                    | 1:0       | Seydişehir Eti Alüminyumspor |
| Yeni Çamdibi Gençlerbirliği | 0:1       | Tavşanlı Linyitspor          |
| Yeni Salihlispor            | 4:3       | Antalyaspor                  |
| Bafraspor                   | 4:1       | Ünyespor                     |
| Batman Belediyespor         | 1:2       | Erzincanspor                 |

## 2. Hauptrunde
Die 2. Hauptrunde wurde am 9. Oktober 1991 ausgetragen. Merzifonspor und Bulancakspor erhielten ein Freilos und waren für die 3. Hauptrunde qualifiziert.
|                           | Ergebnis              |                     |
| ------------------------- | --------------------- | ------------------- |
| Erzincanspor              | 1:1 n. V. (4:5 i. E.) | Mardinspor          |
| Orduspor                  | 2:0                   | Mudurnuspor         |
| Siirt Köy Hizmetleri      | 3:0                   | Elazığspor          |
| Adana Gençlerbirliği      | 1:3 n. V.             | Adana Polisgücü     |
| Bartınspor                | 1:0                   | Çengelköyspor       |
| Beypazarı Belediyespor    | 3:5 n. V.             | Çubukspor           |
| Diyarbakırspor            | 0:1                   | Erzurumspor         |
| Eskişehirspor             | 2:1                   | Şekerspor           |
| Keçiörengücü              | 4:1                   | Petrol Ofisi SK     |
| Mersin İdman Yurdu        | 2:1 n. V.             | Adanaspor           |
| Tarsus İdman Yurdu        | 0:2                   | Kayserispor         |
| Bafraspor                 | 4:1                   | Çaykur Rizespor     |
| Denizlispor               | 1:0 n. V.             | Yeni Salihlispor    |
| Gaziosmanpaşaspor         | 1:2                   | Kartalspor          |
| Gönenspor                 | 3:6                   | Yalovaspor          |
| Göztepe Izmir             | 1:2                   | Ayvalıkgücü         |
| İstanbulspor              | 4:2                   | Lüleburgazspor      |
| Kasımpaşa Istanbul        | 0:2                   | Zeytinburnuspor     |
| Manisaspor                | 0:3                   | Karşıyaka SK        |
| Marmaris Belediye Gençlik | 2:2 n. V. (3:4 i. E.) | Tirespor            |
| Mustafakemalpaşaspor      | 4:1                   | Dardanelspor        |
| Sökespor                  | 1:0                   | Ispartaspor         |
| Turgutluspor              | 2:1                   | Tavşanlı Linyitspor |
| Kocaelispor               | 1:0                   | Sakaryaspor         |

## 3. Hauptrunde
Die 3. Hauptrunde wurde am 30. Oktober 1991 ausgetragen.
|                      | Ergebnis              |                      |
| -------------------- | --------------------- | -------------------- |
| Orduspor             | 0:1                   | Bafraspor            |
| Siirt Köy Hizmetleri | 1:0                   | Erzurumspor          |
| Adana Polisgücü      | 2:1                   | Mardinspor           |
| Çubukspor            | 2:1                   | Bartınspor           |
| Eskişehirspor        | 4:1                   | Keçiörengücü         |
| Kayserispor          | 2:1                   | Mersin İdman Yurdu   |
| Denizlispor          | 5:1                   | Sökespor             |
| İstanbulspor         | 2:0 n. V.             | Mustafakemalpaşaspor |
| Karşıyaka SK         | 3:2                   | Ayvalıkgücü          |
| Tirespor             | 4:2 n. V.             | Turgutluspor         |
| Yalovaspor           | 3:3 n. V. (3:5 i. E.) | Kocaelispor          |
| Zeytinburnuspor      | 0:2                   | Kartalspor           |

## 4. Hauptrunde
Die 4. Hauptrunde wurde am 27. November 1991 ausgetragen.
|                      | Ergebnis              |                 |
| -------------------- | --------------------- | --------------- |
| Çubukspor            | 2:0                   | Adana Polisgücü |
| Denizlispor          | 2:2 n. V. (4:3 i. E.) | Karşıyaka SK    |
| Eskişehirspor        | 3:0                   | Bafraspor       |
| İstanbulspor         | 3:1                   | Tirespor        |
| Siirt Köy Hizmetleri | 0:1                   | Kayserispor     |
| Kocaelispor          | 1:0                   | Kartalspor      |

## 5. Hauptrunde
Die 5. Hauptrunde wurde am 18. Dezember 1991 ausgetragen. Zu den 8 Siegern aus der 4. Hauptrunde nahmen hier die Erstligisten von Platz 9. bis 16 der aktuellen Saison 1991/92 teil.
|               | Ergebnis              |                 |
| ------------- | --------------------- | --------------- |
| Eskişehirspor | 4:2                   | Adana Demirspor |
| Bulancakspor  | 1:2                   | Bakırköyspor    |
| Bursaspor     | 2:0                   | Boluspor        |
| Gaziantepspor | 4:5 n. V.             | Kayserispor     |
| İstanbulspor  | 1:1 n. V. (2:1 i. E.) | Denizlispor     |
| Kocaelispor   | 2:0 n. V.             | Çubukspor       |
| Merzifonspor  | 1:3                   | Altay Izmir     |
| Samsunspor    | 3:1                   | Konyaspor       |

## Achtelfinale
Das Achtelfinale wurde am 2. Februar 1992 ausgetragen. Zu den acht Siegern aus der 5. Hauptrunde nahmen hier die Erstligisten von Platz 1. bis 8 der aktuellen Saison 1991/92 teil.
|                   | Ergebnis              |                       |
| ----------------- | --------------------- | --------------------- |
| MKE Ankaragücü    | 0:1 n. V.             | Bursaspor             |
| Bakırköyspor      | 2:2 n. V. (3:4 i. E.) | Galatasaray Istanbul  |
| Beşiktaş Istanbul | 3:1                   | Samsunspor            |
| İstanbulspor      | 0:1 n. V.             | Aydınspor             |
| Kayserispor       | 1:2                   | Gençlerbirliği Ankara |
| Sarıyer GK        | 0:2                   | Altay Izmir           |
| Trabzonspor       | 1:0                   | Eskişehirspor         |
| Kocaelispor       | 1:0                   | Fenerbahçe Istanbul   |

## Viertelfinale
Das Viertelfinale fand am 26. und 27. Februar 1992 statt.
|                   | Ergebnis  |                       |
| ----------------- | --------- | --------------------- |
| Trabzonspor       | 2:1 n. V. | Galatasaray Istanbul  |
| Altay Izmir       | 2:5       | Bursaspor             |
| Kocaelispor       | 2:0       | Gençlerbirliği Ankara |
| Beşiktaş Istanbul | 1:0       | Aydınspor             |

## Halbfinale
Das Halbfinale wurde am 15. April 1992 ausgetragen.
|             | Ergebnis |                   |
| ----------- | -------- | ----------------- |
| Trabzonspor | 2:1      | Beşiktaş Istanbul |
| Kocaelispor | 0:1      | Bursaspor         |

## Finale

### Hinspiel
| Paarung        | Bursaspor – Trabzonspor |
| Ergebnis       | 3:0 (1:0) |
| Datum          | 22. April 1992 um 14:00 Uhr |
| Stadion        | Atatürk-Stadion, Bursa |
| Schiedsrichter | Serdar Çakman |
| Tore           | 1:0 Jan Gabriel (27.) 2:0 Hakan Şükür (56.) 3:0 Ali Nail Durmuş (89., Elfmeter) |
| Bursaspor      | Gheorghe Nitu – Adnan Örnek, Feti Okuroğlu, Ersel Uzgur, Yalçın Gündüz – Taner Ertaş, Vedat Vatansever (84. Turan Şen), Jan Gabriel – Hakan Şükür, Feyzullah Küçük (89. Tunahan Akdoğan), Ali Nail Durmuş Cheftrainer: Yılmaz Vural                  |
| Trabzonspor    | Vukašin Petranović (89. Mahir Günok) – Ogün Temizkanoğlu, Mehmet Soykök, Lars Olsen, Kemal Serdar – Jacek Cyzio, Şeyhmus Suna, Ünal Karaman, Orhan Çıkırıkçı (75. Hamdi Aslan) – İsmail Gökçek, Hami Mandıralı Cheftrainer: Urbain Braems ( Belgien) |
| Gelbe Karten   | keine – Kemal Serdar, Ogün Temizkanoğlu |

### Rückspiel
| Paarung        | Trabzonspor – Bursaspor |
| Ergebnis       | 5:1 (2:1) |
| Datum          | 29. April 1992 um 13:00 Uhr |
| Stadion        | Hüseyin-Avni-Aker-Stadion, Trabzon |
| Schiedsrichter | Bülent Yavuz |
| Tore           | 1:0 Soner Boz (1.) 1:1 Vedat Vatansever (14.) 2:1 Hami Mandıralı (36., Elfmeter) 3:1 Taner Ertaş (49. Eigentor) 4:1 Hamdi Aslan (60.) 5:1 Şeyhmus Suna (86.)                                                                                    |
| Trabzonspor    | Vukašin Petranović – Jacek Cyzio, Ogün Temizkanoğlu, Mehmet Soykök (77. Şeyhmus Suna), Lars Olsen – Kemal Serdar, Erkan Sözeri, Lemi Çelik (46. Hamdi Aslan), Orhan Çıkırıkçı – Soner Boz, Hami Mandıralı Cheftrainer: Urbain Braems ( Belgien) |
| Bursaspor      | Gheorghe Nitu – Adnan Örnek, Ümit Şengül (46. Turan Şen), Ersel Uzgur, Yalçın Gündüz – Taner Ertaş, Vedat Vatansever, Jan Gabriel – Hakan Şükür, Feyzullah Küçük, Ali Nail Durmuş Cheftrainer: Yılmaz Vural                                     |
| Gelbe Karten   | Mehmet Soykök, Kemal Serdar, Şeyhmus Suna – Ümit Şengül, Feyzullah Küçük |
| Platzverweise  | keine – Ali Nail Durmuş (90.), Taner Ertaş (90.) |

## Beste Torschützen
| Rang | Spieler           | Verein          | Tore |
| ---- | ----------------- | --------------- | ---- |
| 1    | Vedat Vatansever  | Bursaspor       | 5    |
| 1    | Murat Gerger      | Bafraspor       | 5    |
| 3    | Butay Sıdal       | Siirtspor       | 4    |
| 3    | İsmail Demirci    | Çaykur Rizespor | 4    |
| 3    | Muammer Nurlu     | Kayserispor     | 4    |
| 3    | Davut Bulut       | İstanbulspor    | 4    |
| 3    | Beyhan Çalışkan   | Kayserispor     | 4    |
| 3    | Reha Kapsal       | Altay Izmir     | 4    |
| 9    | Süleyman Gülaşlar | Adana Polisgücü | 3    |
| 9    | Erdoğan Yılmaz    | Eskişehirspor   | 3    |